# تبعید تالش ها از آذربایجان
تبعید مردم تالش، تبعیدهای استالین با هدف پاکسازی قومی جمعیت تالشی از مناطق هم‌مرز با ایران و همچنین با هدف تغییرات داخلی در ترکیب قومی مناطق خاص بود. در آسیای مرکزی و در منطقه کورا اراکس آذربایجان انجام شد.

## آغاز تبعید
در سال ۱۹۳۶، قانون اساسی جدید اتحاد جماهیر شوروی به تصویب رسید و جمهوری سوسیالیستی فدراتیو ماوراء قفقاز منحل شد و نگرش نسبت به مردم تغییر کرد. دوره ای از ارائه سیاست جذب بسیاری از اقلیت‌های ملی به نفع مردم عنوان دار و ممنوعیت قومیت آنها آغاز شد.
پس از پلنوم کمیته مرکزی که در ۱۵ خرداد ۱۳۳۶ در آستانه سیزدهمین کنگره حزب کمونیست آذربایجان برگزار شد و محتوای گزارش آتی کمیته مرکزی به کنگره مورد بحث و بررسی قرار گرفت، موضوع پاکسازی زبان آذربایجانی از لایه‌های فارسی، عربی و عثمانی از جمله مطرح شد. یکی از شرکت کنندگان در بحث در مورد لزوم «پاکسازی زبان تات» صحبت کرد. که میرجعفر باقروف گفت: «به نظر من وقت آن رسیده که از زبان تات، کردی، تالشی به زبان آذربایجانی برویم. کمیساریای آموزش و پرورش مردمی باید ابتکار عمل را به دست بگیرد، همه آنها آذربایجانی هستند».
پس از این پلنوم، تصمیم به ترک تدریس به زبان‌های دیگر و روی آوردن به زبان آذربایجانی گرفته شد، مدارس به زبان تالشی تعطیل شد، نشریات قطع شد و دانشمندان و شخصیت‌های عمومی تالشی (احمدزاده ز، نصیرلی م. میرسلائف ب. و دیگران) تحت سرکوب قرار گرفتند.

## تبعید سال ۱۹۳۸
سرکوب‌ها علیه تالش‌ها نه تنها روشنفکران، بلکه عموم مردم را نیز تحت تأثیر قرار داد. در تلگرافی از ژانویه ۱۹۳۸، کمیسر خلقی امور داخلی اتحاد جماهیر شوروی، ن. یژوف، درخواستی به تی بورشچف، معاون کمیسر خلقی امور داخلی اتحاد جماهیر شوروی سوسیالیستی جمهوری آذربایجان، مبنی بر پاکسازی فوری مناطق ایرانی باکو و کیروآباد ارسال کرد. لازم بود ایرانیانی که فاقد پاسپورت شوروی یا ایرانی بودند، عمدتاً کسانی که در فعالیت‌های ضد شوروی شرکت داشتند، بازداشت شوند، بازجویی‌های گسترده برای شناسایی همدستان انجام شود و پس از تصمیم دادگاه، آنها به همراه خانواده‌هایشان یا به ایران یا به مکان‌های مخصوص تعیین شده در داخل اتحاد جماهیر شوروی تبعید شوند.
علیماداتوف در یادداشت سال ۱۹۳۱ خود در مورد کار در میان اقلیت‌های ملی آذربایجان به مسائل مرزی و نفوذ ایران در مناطق تالش توجه کرد. شیوه زندگی آنها بیشتر از بقیه آذربایجان به سبک زندگی در ایران نزدیک است و تالش‌های شوروی با تالش‌های ایران پیوندهای خویشاوندی نزدیک دارند. علیماداتوف نتیجه می‌گیرد که حساسیت به ویژگی‌های مناطق مرزی ساکنان «کوچولوهای» عقب مانده فرهنگی مستلزم توجه فوری به توسعه فرهنگی و ضروری مردم تالش است.
در نتیجه تعدادی از قومیت‌های تالشی از مناطق آستارا، لنکران، لریک و یاردیملی علیرغم اینکه قومیت آنها در اسناد رسمی ذکر نشده بود، به بیابان‌های قزاقستان و آذربایجان تبعید شدند. همان‌طور که کریستا گاف می‌گوید، تالشی‌ها در این زمان تبعید شدند یا به این دلیل که در محیط ایران قرار داشتند، یعنی «ایرانی» خوانده می‌شدند، یا به این دلیل که در مرز ایران در آذربایجان شوروی زندگی می‌کردند. پیتر کوکایسل گزارش می‌دهد که تعداد دقیق تالش‌های تبعید شده نامشخص است، زیرا اسناد و مدارک موجود در دسترس عموم به «ایرانی‌ها» یا «کردها» اشاره می‌کنند که اساساً یک شناسایی اشتباه است.
برخی از مقامات تصمیم گرفتند که بهترین راه برای مقابله با نگرانی‌ها در مورد مرزهای ناپایدار و ساکنان مشکوک، حذف فیزیکی افرادی است که به عنوان غیرقابل اعتماد شناخته می‌شوند از این مناطق. برخی از تالشی‌ها به آسیای مرکزی تبعید شدند، در حالی که برخی دیگر مجبور به ترک روستاهای خود و نقل مکان به شهرهایی مانند آستارا و لنکوران شدند، جایی که احتمالاً می‌توان آنها را بهتر تحت نظر داشت.
شورای کمیساریای خلق اتحاد جماهیر شوروی در ۸ اکتبر ۱۹۳۸ قطعنامه شماره 1084-269-ss «دربارهٔ اسکان مجدد ایرانیان از مناطق مرزی جمهوری آذربایجان به اتحاد جماهیر شوروی قزاقستان»، که جنبه‌های حقوقی، مالی، فنی و اقتصادی این تبعید را تعریف می‌کند، به تصویب رساند. تنها ۳٫۴ میلیون روبل برای اجرای این اقدامات اختصاص داده شد. شورای کمیسرهای خلق اتحاد جماهیر شوروی قزاقستان موظف به ساخت ۱۰۰۰ خانه دو آپارتمانی برای اسکان مهاجران طی سال‌های ۱۹۳۸–۱۹۳۹ شد. در عین حال، مهاجران موظف بودند از منابع خود هم در ساخت و ساز و هم در تهیه مصالح ساختمانی استفاده کنند.
در ۶ نوامبر ۱۹۳۸، شورای کمیسرهای خلق و کمیته مرکزی حزب کمونیست (بلشویک‌ها) قزاقستان به تفصیل اقداماتی را که باید علیه شهرک نشینان انجام شود، تشریح کرد و محل سکونت تبعید شدگان در مناطق آلما آتا و قزاقستان جنوبی مشخص شد. در این قطعنامه به رهبری مناطق و نواحی دستور داده شده است که از تحویل خانواده‌های شهرک نشینان ایرانی به مکان‌های تعیین شده ظرف ۱۲ ساعت پس از ورودشان به قزاقستان اطمینان حاصل کنند. کار تعمیر در خانه‌هایی که به‌طور ویژه برای آنها آماده شده بود قرار بود ظرف چهار روز به پایان برسد. قرار شد به هر خانواده ۱۶۰۰ روبل داده شود تا بتوانند به سرعت شرایط خانه خود را سر و سامان دهند. قرار بود ظرف پنج روز کاری برای تهیه محصولات آرد و خوراک دام ایرانیان سازماندهی شود. وزارت آموزش و پرورش موظف شد تا ثبت نام دقیق فرزندان مهاجران در سن مدرسه را انجام دهد و شرایط را برای تحصیل آنها در مدارس محلی ایجاد کند. در صورت وجود معلمان در میان مهاجران، آنها بدون توجه به دانش قزاقستانی یا روسی بلافاصله استخدام می‌شدند و دوره‌های بازآموزی با حفظ کامل دستمزدها ارائه می‌شد. تالشی‌ها در ۱۲ منطقه قزاقستان اسکان داده شدند.